# Vladimir Alejnik
Vladimir Petrovič Alejnik (* 12. září 1959, Smaljavičy, Minská oblast, Běloruská SSR) je bývalý sovětský skokan do vody běloruské národnosti se specializací na 10 m věž a akrobatický lyžař, držitel bronzové olympijské medaile z Letních olympijských her 1976 v Montrealu a stříbrné medaile z olympijských her v Moskvě, držitel dvou medailí z mistrovství světa a mistr Evropy.

## Sportovní začátky
Na střední škole hrál závodně fotbal jako brankář v žákovském týmu Dynama Minsk, ale záhy jej trenérka Raisa Baranovová přesvědčila, že pro něho budou optimálním sportem skoky do vody. Mladý Vladimir velmi rychle vyrostl až do 184 cm, což pro skoky nebylo ideální, ale Baranovová mu věřila, a tak se dostal do jejího nejužšího výběru. Alejnik byl velmi pilný a dokázal za trénink až 300 skoků denně. Ve věku 16 let vyhrál mistrovství SSSR a byl nominován na olympijské hry do Montrealu.

## Alejnikovy mezinárodní úspěchy ve skoku do vody
V té době jeho mezinárodní zkušenosti sahaly pouze do juniorské kategorie. Alejnik se do finále probojoval jako šestý z osmi účastníků a ve finále překvapil i svoji trenérku – před sebou nechal jen tehdejší nejlepší skokany světa – Klause Dibiasiho z Itálie a Grega Louganise z USA. Jeho bronzová medaile byla průlomem sovětského skoku mezi světovou elitu v tomto sportu. O rok později zvítězil v mistrovství Evropy a přesvědčil, že olympijská medaile nebyla náhodná.
V roce 1978 získal Alejnik na mistrovství světa v Západním Berlíně bronzovou medaili a o rok později v Mexiku zvítězil na Letní univerziádě. Na olympiádu 1980 do Moskvy přijížděl Alejnik jako hlavní favorit, zvlášť když olympiáda byla bojkotována řadou západních zemí. Krátce před olympiádou, kdy už nebyla možná výměna závodníka, trénoval Alejnik na trampolíně, spadl mimo ni a potrhal si vazy v kotníku, s ohromnými bolestmi byl převezen do nemocnice, ale přesto do soutěže nastoupil, ačkoliv se prakticky mohl odrážet pouze jednou nohou. Nakonec údajně „zásluhou“ rozhodčích získal „jen“ stříbrnou medaili, když vyhrál Falk Hoffmann z NDR, za Alejnikem zůstal další sovětský reprezentant David Ambarcumjan. V dalších letech získal Alejnik ještě stříbro z mistrovství Evropy ve Splitu 1981 a o rok později na MS v Guayaquilu. Bronzový skončil v roce 1981 na další Univerziádě.

## Alejnik a akrobatické lyžování[1]
V roce 1986 ukončil Alejnik kariéru skokana do vody, protože pro představitele vrcholového sportu se zdál již přestárlý; Alejnik byl z toho dost zklamán, zároveň ale již také unaven. V té době začínal sovětský trenér Nikolaj Kozeko vytvářet skupinu vhodných mládenců pro dosud málo známý sport – akrobatické lyžování. Alejnik se pro tento sport ukázal jako ideální, v roce 1987 vyhrál mistrovství SSSR a začal objíždět závody Světového poháru. Jenže tomu udělalo konec opět zranění – přetržená achilovka.
Alejnik byl pozván Rakušany, aby trénoval jejich národní tým free-stylového lyžování. Rakousko se záhy stalo jeho novým domovem, Alejnikovo středisko bylo navíc mezinárodní a mezi jeho svěřenci byl i pozdější olympijský vítěz Aleš Valenta z Česka. S trénování skončil v roce 2002 a od té doby se věnoval organizační práci v rakouské lyžařské unii a posléze dokonce v Evropské lyžařské federaci na odboru pro free-stylové lyžování.
Alejnik je ženatý, má dceru a syna. Má běloruské i rakouské občanství.